# Modele klas ukrytych
 Modele klas ukrytych (ang. Latent  class  models, w skrócie LCM) – zbiór metod statystycznych wykorzystywanych w analizie skupień (tzw. model-based clustering), w ramach których tworzone są mieszanki rozkładów. Mieszanki rozkładów tworzone są przez określoną liczbę rozkładów składowych, zaś udział każdego z rozkładów składowych w mieszance określa tzw. parametr mieszający.
W  podejściu  odwołującym się do modeli klas ukrytych dokonuje się oszacowania parametrów  modelu  i  obliczane jest  prawdopodobieństwo  przynależności  badanych obiektów do  klas. Następnie na  podstawie  tych  prawdopodobieństw dokonuje się klasyfikacji obiektów.
W poniższej tabeli zaprezentowano cztery rodzaje modeli ze zmiennymi ukrytymi uwzględniając typ zmiennych ukrytych i obserwowalnych.
|                                   | Zmienna ukryta ciągła       | Zmienna ukryta kategorialna |
| --------------------------------- | --------------------------- | --------------------------- |
| Zmienna obserwowalna ciągła       | Analiza czynnikowa          | Analiza profili ukrytych    |
| Zmienna obserwowalna kategorialna | Analiza cech ukrytych (IRT) | Analiza klas ukrytych       |